# Randy Newman

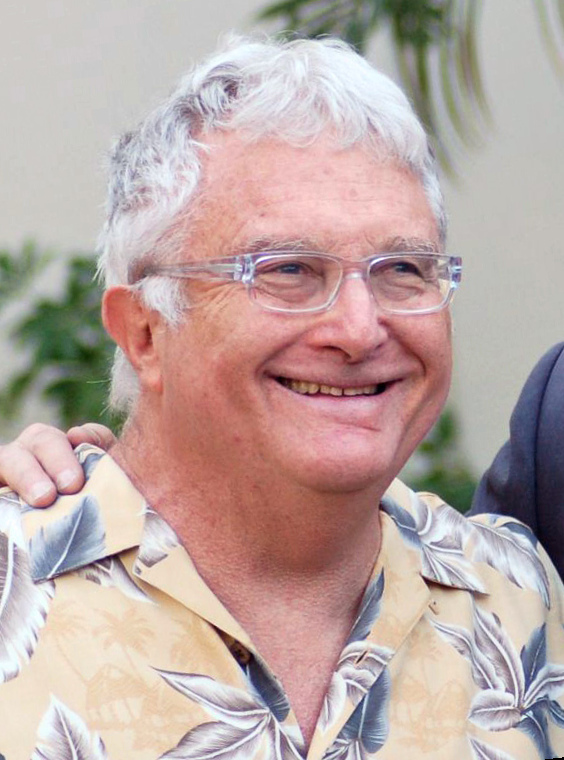
Randy Newman (2012)

Randall Stuart „Randy“ Newman (* 28. November 1943 in Los Angeles) ist ein US-amerikanischer Sänger, Songwriter, Pianist und Komponist. Er ist mehrfacher Oscar- und Grammy-Preisträger.

## Leben
Newman wurde in eine musikalische Familie geboren; seine drei Onkel Alfred Newman, Emil Newman und Lionel Newman waren erfolgreiche Komponisten von Filmmusik – davon Alfred Newman der bekannteste. Auch sein Vater, der Mediziner Irving Newman, war hobbymäßiger Songwriter. Randy Newman ist außerdem ein Cousin von Thomas Newman und David Newman.
Newman wuchs in New Orleans (Louisiana) – seine Mutter kam von dort – und Los Angeles auf und begann bereits mit 17 Jahren, als Songwriter zu arbeiten. Nach seinem Musikstudium bekam er einen Job als professioneller Songwriter bei „Metric Music“. Nach ein paar Hits unter anderem für Gene Pitney, Manfred Mann und Jerry Butler bekam er 1967 einen eigenen Künstlervertrag bei Reprise Records. Die erste Platte namens Randy Newman verkaufte sich jedoch so schlecht, dass die Plattenfirma sie schließlich verschenkte. Auch das Folgealbum 12 Songs floppte. Ein Grund für den anfänglichen Misserfolg und dafür, dass meist andere Interpreten viel größere Erfolge mit Newman-Songs hatten als der Komponist, dürfte in der näselnden Stimme des Songwriters zu suchen sein. Harry Nilsson nahm 1970 ein ganzes Album mit Newman-Kompositionen auf.

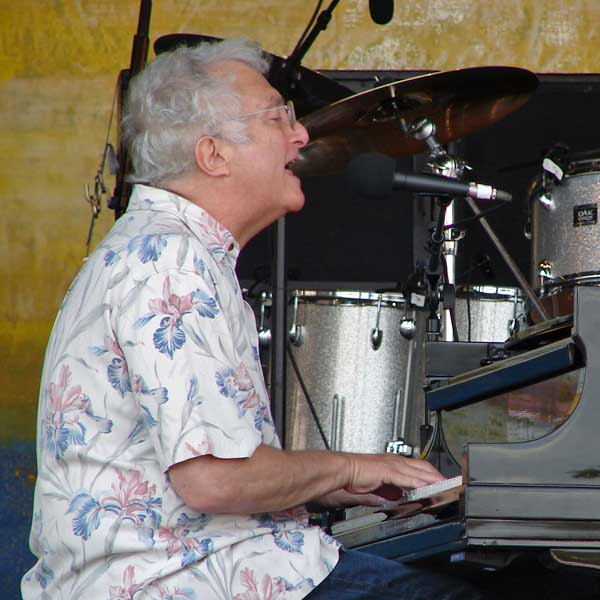
Randy Newman (2008)

Erst mit den folgenden Alben konnte sich Randy Newman als Künstler etablieren. Die Platten Sail Away (1972) und Good Old Boys (1974) wurden von den Kritikern einhellig gelobt, waren insbesondere unter Studenten populär und verkauften sich recht gut. Fast im Sinne eines Konzeptalbums (und als ein solches war die LP zunächst auch geplant) singt Newman auf Good Old Boys Lieder, die verschiedene Seiten des amerikanischen Traums kritisch beleuchten und sich insbesondere gegen die „Rednecks“ genannten konservativ-reaktionären Bewohner der Südstaaten wenden. Gemeinsam mit dem 1977 erschienenen Little Criminals, das Newmans ersten eigenen Single-Hit Short People enthielt, markieren Sail Away und Good Old Boys nach Ansicht vieler Kritiker den Höhepunkt von Newmans Schaffenskraft.

“Short people got no reason / to live. / They got little hands / and little eyes / and they walk around / tellin’ great big lies […] Well, I don’t want no short people / round here.”

Der erfolgreiche Song brachte Newman 1977 zunächst Beleidigungsklagen von Behindertenorganisationen und Proteste kleinwüchsiger Menschen ein. Im US-Bundesstaat Maryland wurde das Lied sogar gerichtlich verboten. Die Leute verstanden vielfach nicht, dass Newman in diesem für ihn typischen „Character-Song“ bewusst ironisch in die Rolle eines Menschen mit einem offensichtlich lächerlichen und völlig überzeichnet dargestellten Vorurteil schlüpfte, und verwechselten den Künstler mit der von ihm geschaffenen Kunstfigur.
Newman setzt sich in seinen Texten mitunter intensiv mit historischen Themen auseinander, so zum Beispiel in In Germany Before the War (1977) mit dem Fall des Serienmörders Peter Kürten oder in The Great Nations of Europe (1999) mit der europäischen Expansion im 16. Jahrhundert, die auf geistreiche Weise auf gegenwärtige Tendenzen in der US-amerikanischen Außenpolitik bezogen wird. Fast prophetisch wirkt schließlich die Satire Political Science von 1972, die den Narzissmus mancher Amerikaner, die sich von der übrigen Welt nicht genügend wertgeschätzt fühlen und daher umso aggressiver auftreten, karikiert – damals auf den Vietnamkrieg bezogen, hat der Text wenig an Aktualität eingebüßt:

“No one likes us/ I don’t know why/ We may not be perfect/ But heaven knows we try/ All around even our old friends put us down/ Let’s drop the Big One/ and see what happens/ We give them money/ But are they grateful?/ No, they’re spiteful/ and they’re hateful/ They don’t respect us/ So let’s surprise them/ We’ll drop the Big One/ And pulverize them”

Das von Newman Mitte der 1970er Jahre geschriebene Louisiana 1927 beschreibt die große Flut in Mississippi, Arkansas und Louisiana und beklagt, wie die Bevölkerung in den 1920er Jahren erst von der blindwütenden Natur geschlagen wird und dann von einer hartherzigen Regierung, der das Leid der Menschen egal ist: “Louisiana, Louisiana, they’re tryin’ to wash us away!”. Nach dem Hurrikan Katrina wurde Louisiana 1927 die inoffizielle und emotionale Hymne des Staates Louisiana. Newman trat im Jahr 2005 bei einem Post-Katrina Benefit auf und nahm das Lied erneut, unterstützt durch das Louisiana Philharmonic Orchestra, für ein Album zu Gunsten der Katrina-Opfer auf. Mehrere Künstler, darunter Aaron Neville, Bo Dollis & the Wild Magnolia, Willie Nelson, Martin Simpson und Howard Tate haben das Lied in eigenen Versionen interpretiert.
Newman war aufgrund seiner sarkastisch-satirischen Texte früh ein Liebling der Intellektuellen. Viel zu kurz gegriffen wäre allerdings, ihn als Satiriker oder Komiker zu beschreiben, da er auch sehr anrührende, ernste Texte verfasst hat. Musikalisch ist Newman einerseits von Blues, Rock und Ragtime beeinflusst, andererseits versieht er seine Songs oft mit ausgefeilten klassischen Orchesterarrangements. Dabei steht die gefällige und oft eingängige Musik häufig im Kontrast zu den oftmals bissigen oder hintergründigen Texten. Seine Vielseitigkeit als Songwriter und Arrangeur wird vielleicht am besten auf dem Album Little Criminals deutlich.
Musikalisch ist Randy Newman deutlich von der Hollywood-Filmmusik beeinflusst, wie besonders die Arrangements auf seinen Platten aus den 1970er Jahren zeigen. Im Konzert tritt er allerdings fast ausschließlich solo am Klavier auf, wodurch zwar die Texte prägnanter hervortreten, sich das Publikum jedoch die nicht selten opulenten Arrangements der Studioalben hinzudenken muss. Im Studio wurde Newman von prominenten Musikern wie Ry Cooder, Mitgliedern der Eagles, Paul Simon, George Harrison, Elton John, James Taylor, Mark Knopfler, Jeff Lynne oder Van Dyke Parks begleitet. Zwischen den Plattenveröffentlichungen machte Newman seit den 1980er Jahren immer längere Pausen, arbeitete allerdings immer wieder für Film-Soundtracks. 1995 entstand zudem das Musical Faust; während das zugehörige Studioalbum Newman in gewohnter Form zeigte, wurde die Bühnenproduktion von Kritikern und Publikum sehr verhalten aufgenommen. Randy Newman wurde im Jahr 1999 für den von Peter Gabriel gesungenen Song That’ll Do aus dem Film Babe: Pig in the City für den Oscar nominiert. Randy Newman wurde für That’ll Do außerdem ebenfalls 1999 für den Golden Satellite Award nominiert. Die Spezialeffekte wurden außerdem 1999 für den BAFTA Award nominiert. Das bislang letzte reguläre Studioalbum mit durchgängig neuem Material entstand 1999. Das 2008 erschienene Harps & Angels enthielt neben neuen Songs (die aber teils bereits seit Längerem als Bootlegs kursierten) auch ältere in neuen Aufnahmen (so etwa Feels Like Home).
Neun Jahre nach seinem letzten Album kam Newman im Sommer 2017 mit Dark Matter und neun neuen Songs heraus. Für die US-amerikanische Musik-Plattform Pitchfork erläuterte der Musik-Satiriker sämtliche Tracks.
Früh begannen andere Künstler, die Lieder von Randy Newman aufzunehmen und mit ihren Versionen Erfolge zu feiern. 1967 kam Alan Price mit Simon Smith and the Amazing Dancing Bear in die englische Hitparade. Die Gruppe Three Dog Night hatte früh einen Hit mit seinem ironischen Anti-Drogen-Lied Mama Told Me Not to Come. Zahlreiche Künstler coverten den Song I Think It’s Going to Rain Today, wie beispielsweise Melanie, Tom Odell oder Katie Melua. Harry Nilsson nahm in den 1970er Jahren erfolgreich ein ganzes Album mit Newman-Songs auf: Harry Nilsson Sings Randy Newman. In den 1980er Jahren machte Joe Cocker den Newman-Song You Can Leave Your Hat On, der zuvor bereits von Etta James 1976 aufgenommen worden war, zum Welthit, während Nina Simone das Lied Baltimore in ihr Repertoire aufnahm. Auch Feels Like Home von 1995 wurde wiederholt gecovert.
Nach 16 Oscar-Nominierungen bekam er 2002 endlich die begehrte Trophäe für seinen Song If I Didn’t Have You aus dem Film Die Monster AG. Bei der Oscarverleihung 2007 war er bereits zum 17. Mal nominiert (diesmal für Our Town aus Cars). 2009 erhielt er für die Songs Almost There und Down in New Orleans aus dem Animationsfilm Küss den Frosch zwei weitere Oscar-Nominierungen.
Peter Gabriel coverte auf dem 2010 erschienenen Studioalbum mit dem Namen Scratch My Back das Lied I Think It’s Going to Rain Today von Randy Newman in einer orchestralen Fassung. Dieser coverte daraufhin auf dem im Jahr 2013 erschienenen Kompilationsalbum des Folgeprojektes And I’ll Scratch Yours das Lied Big Time von Peter Gabriel.
Im Juni 2010 wurde Newman mit einem Stern auf dem Hollywood Walk of Fame geehrt. Im Jahre 2011 erhielt er dann für den Song We Belong Together aus dem Animationsfilm Toy Story 3 seinen zweiten Oscar. 2013 wurde er in die Rock and Roll Hall of Fame aufgenommen. Randy Newman war einer der Gewinner des Max Steiner Film Music Achievement Awards 2014. Der Rolling Stone listete Newman 2015 auf Rang 25 der 100 größten Songwriter aller Zeiten. Zuletzt wurde er 2020 für I Can’t Let You Throw Yourself Away aus A Toy Story: Alles hört auf kein Kommando für den Oscar für den besten Filmsong und zusätzlich für die beste Filmmusik in Marriage Story nominiert.
Newman ist Vater von fünf Kindern aus zwei Ehen.

## Diskografie

### Studioalben
| Jahr | Titel Musiklabel                 | Höchstplatzierung, Gesamtwochen, AuszeichnungChartplatzierungen (Jahr, Titel, Musiklabel, Platzierungen, Wochen, Auszeichnungen, Anmerkungen) | Höchstplatzierung, Gesamtwochen, AuszeichnungChartplatzierungen (Jahr, Titel, Musiklabel, Platzierungen, Wochen, Auszeichnungen, Anmerkungen) | Höchstplatzierung, Gesamtwochen, AuszeichnungChartplatzierungen (Jahr, Titel, Musiklabel, Platzierungen, Wochen, Auszeichnungen, Anmerkungen) | Höchstplatzierung, Gesamtwochen, AuszeichnungChartplatzierungen (Jahr, Titel, Musiklabel, Platzierungen, Wochen, Auszeichnungen, Anmerkungen) | Höchstplatzierung, Gesamtwochen, AuszeichnungChartplatzierungen (Jahr, Titel, Musiklabel, Platzierungen, Wochen, Auszeichnungen, Anmerkungen) | Anmerkungen |
| Jahr | Titel Musiklabel                 | DE | AT | CH | UK | US | Anmerkungen |
| ---- | -------------------------------- | --- | --- | --- | --- | --- | --- |
| 1968 | Randy Newman Reprise             | — | — | — | — | US163 (18 Wo.)US | Erstveröffentlichung: Juni 1968                                                                                |
| 1970 | 12 Songs Reprise                 | — | — | — | — | US163 (18 Wo.)US | Erstveröffentlichung: April 1970                                                                               |
| 1972 | Sail Away Reprise                | — | — | — | — | US163 (18 Wo.)US | Erstveröffentlichung: Mai 1972 Produzenten: Lenny Waronker, Russ Titelman                                      |
| 1974 | Good Old Boys Reprise            | — | — | — | — | US36 (23 Wo.)US | Erstveröffentlichung: 10. September 1974 Produzenten: Lenny Waronker, Russ Titelman                            |
| 1977 | Little Criminals Warner Bros.    | — | — | — | — | US9 Gold · (29 Wo.)US | Erstveröffentlichung: 23. September 1977 Produzenten: Lenny Waronker, Russ Titelman                            |
| 1979 | Born Again Warner Bros.          | — | AT23 (4 Wo.)AT | — | — | US41 (11 Wo.)US | Erstveröffentlichung: August 1979 Produzenten: Lenny Waronker, Russ Titelman                                   |
| 1983 | Trouble in Paradise Warner Bros. | DE33 (9 Wo.)DE | AT8 (4 Wo.)AT | — | — | US64 (13 Wo.)US | Erstveröffentlichung: 17. Januar 1983 Produzenten: Lenny Waronker, Russ Titelman                               |
| 1988 | Land of Dreams Reprise           | — | — | CH12 (8 Wo.)CH | — | US80 (19 Wo.)US | Erstveröffentlichung: September 1988 Produzenten: Tommy LiPuma, Mark Knopfler, James Newton Howard, Jeff Lynne |
| 1999 | Bad Love DreamWorks              | DE52 (5 Wo.)DE | — | — | — | US194 (1 Wo.)US | Erstveröffentlichung: 1. Juni 1999 Produzenten: Mitchell Froom, Tchad Blake                                    |
| 2008 | Harps and Angels Nonesuch        | DE25 (4 Wo.)DE | AT29 (5 Wo.)AT | CH25 (3 Wo.)CH | UK46 (1 Wo.)UK | US30 (5 Wo.)US | Erstveröffentlichung: 5. August 2008 Produzenten: Lenny Waronker, Mitchell Froom                               |
| 2017 | Dark Matter Nonesuch             | DE48 (2 Wo.)DE | AT35 (1 Wo.)AT | CH20 (3 Wo.)CH | UK61 (1 Wo.)UK | US106 (1 Wo.)US | Erstveröffentlichung: 4. August 2017 Produzenten: David Boucher, Mitchell Froom, Lenny Waronker                |

grau schraffiert: keine Chartdaten aus diesem Jahr verfügbar

### Livealben
| Jahr | Titel Musiklabel          | Höchstplatzierung, Gesamtwochen, AuszeichnungChartsChartplatzierungen (Jahr, Titel, Musiklabel, Platzierungen, Wochen, Auszeichnungen, Anmerkungen) | Anmerkungen |
| Jahr | Titel Musiklabel          | US | Anmerkungen |
| ---- | ------------------------- | --- | --- |
| 1971 | Randy Newman Live Reprise | US191 (3 Wo.)US | Erstveröffentlichung: Juni 1971 Live in NYC, 17.–19. September 1970 Produzenten: Lenny Waronker, Russ Titelman |

Weitere Livealben
- 2011: Live in London

### Kompilationen
- 1987: Lonely at the Top: The Best of Randy Newman (UK: Silber)
- 1998: Guilty: 30 Years of Randy Newman
- 2001: The Best of Randy Newman
- 2003: The Randy Newman Songbook Vol. 1
- 2008: On Vine Street: The Early Songs of Randy Newman
- 2011: The Randy Newman Songbook Vol. 2
- 2016: The Randy Newman Songbook Vol. 3

### Soundtracks
| Jahr | Titel Musiklabel                    | Höchstplatzierung, Gesamtwochen, AuszeichnungChartsChartplatzierungen (Jahr, Titel, Musiklabel, Platzierungen, Wochen, Auszeichnungen, Anmerkungen) | Anmerkungen                             |
| Jahr | Titel Musiklabel                    | US | Anmerkungen                             |
| ---- | ----------------------------------- | --- | --------------------------------------- |
| 1995 | Toy Story Walt Disney Records       | US94 (… Wo.)US | Erstveröffentlichung: 22. November 1995 |
| 1999 | Toy Story 2 Walt Disney Records     | US111 (… Wo.)US | Erstveröffentlichung: 9. November 1999  |
| 2001 | Die Monster AG Walt Disney Records  | US25 (… Wo.)US | Erstveröffentlichung: 23. Oktober 2001  |
| 2006 | Cars Walt Disney Records            | US6 (… Wo.)US | Erstveröffentlichung: 6. Juni 2006      |
| 2009 | Küss den Frosch Walt Disney Records | US80 (… Wo.)US | Erstveröffentlichung: 23. November 2009 |

Weitere Soundtracks
- 1966: Peyton Place (Peyton Place)
- 1971: Der 25 Millionen Dollar Preis (Cold Turkey)
- 1981: Ragtime (Ragtime)
- 1984: Der Unbeugsame (The Natural)
- 1989: Eine Wahnsinnsfamilie (Parenthood)
- 1990: Avalon (Avalon)
- 1990: Zeit des Erwachens (Awakenings)
- 1994: Schlagzeilen (The Paper)
- 1994: Maverick – Den Colt am Gürtel, ein As im Ärmel (Maverick)
- 1995: James und der Riesenpfirsich (James and the Giant Peach)
- 1996: Michael (Michael)
- 1998: Das große Krabbeln (A Bug’s Life)
- 1998: Pleasantville – Zu schön, um wahr zu sein (Pleasantville)
- 2000: Meine Braut, ihr Vater und ich (Meet the Parents)
- 2003: Seabiscuit – Mit dem Willen zum Erfolg (Seabiscuit)
- 2005: Meine Frau, ihre Schwiegereltern und ich (Meet the Fockers)
- 2008: Ein verlockendes Spiel (Leatherheads)
- 2010: Toy Story 3 (Toy Story 3)
- 2013: Die Monster Uni (Monsters University)
- 2017: Cars 3: Evolution (Cars 3)
- 2017: The Meyerowitz Stories (New and Selected) (The Meyerowitz Stories)
- 2019: A Toy Story: Alles hört auf kein Kommando (Toy Story 4)
- 2019: Marriage Story (Marriage Story)

### Weitere TV- und Filmmusik
- 1964: Ein tollkühner Draufgänger
- 1979: Die Colson Affäre
- 1980: Herbstkatzen
- 1983: Gefährliches Paradies
- 1985: Gotcha! – Ein irrer Trip
- 1988: Ninas Alibi (Her Alibi)
- 1988: Das Märchenland
- 1997: Danny der Kater
- 2002: Monk
- 2007: Weeds – Kleine Deals unter Nachbarn
- 2013: Turbo – Kleine Schnecke, großer Traum

### Singles
| Jahr | Titel Album                            | Höchstplatzierung, Gesamtwochen, AuszeichnungChartsChartplatzierungen (Jahr, Titel, Album, Platzierungen, Wochen, Auszeichnungen, Anmerkungen) | Anmerkungen                                      |
| Jahr | Titel Album                            | US | Anmerkungen                                      |
| ---- | -------------------------------------- | --- | ------------------------------------------------ |
| 1977 | Short People Little Criminals          | US2 Gold · (20 Wo.)US | Erstveröffentlichung: 13. Oktober 1977           |
| 1983 | The Blues Trouble in Paradise          | US51 (8 Wo.)US | Erstveröffentlichung: Januar 1983 mit Paul Simon |
| 1988 | It’s Money That Matters Land of Dreams | US60 (12 Wo.)US | Erstveröffentlichung: 14. Oktober 1988           |

Weitere Singles
- 1962: Golden Gridiron Boy
- 1968: The Beehive State
- 1968: Love Story
- 1968: Last Night I Had a Dream
- 1970: Hold On (Have You Seen My Baby)
- 1970: Gone Dead Train
- 1972: My Old Kentucky Home
- 1972: Sail Away
- 1972: You Can Leave Your Hat On
- 1975: Naked Man
- 1977: Louisiana 1927
- 1978: Baltimore
- 1978: Rider in the Rain
- 1979: It’s Money That I Love
- 1979: The Story of a Rock and Roll Band
- 1980: Political Science (Let’s Drop the Big One)
- 1981: Clef Club / Train Ride
- 1981: Clef Club N° 2 (B. O. F. Ragtime)
- 1983: I Love L. A.
- 1984: The Natural
- 1988: Falling in Love
- 1989: I Love to See You Smile
- 1991: Lines in the Sand
- 1996: You’ve Got a Friend in Me (mit Lyle Lovett; UK: Platin, US: ×3Dreifachplatin )
- 1999: I Miss You
- 2010: We Belong Together
- 2017: A Few Words in Defense of Our Country

### Boxsets
- 1998: Guilty: 30 Years of Randy Newman (Box mit 4 CDs)
- 2011: Original Album Series (Box mit 5 CDs)
- 2016: The Randy Newman Songbook (Box mit 4 LPs)

## Auszeichnungen für Musikverkäufe
| Goldene Schallplatte - Kanada - 1978: für das Album Little Criminals - Niederlande - 1978: für das Album Little Criminals |

Anmerkung: Auszeichnungen in Ländern aus den Charttabellen bzw. Chartboxen sind in ebendiesen zu finden.
| Land/RegionAuszeichnungen für Musikverkäufe (Land/Region, Auszeichnungen, Verkäufe, Quellen) | Silber  | Gold     | Platin     | Verkäufe  | Quellen         |
| -------------------------------------------------------------------------------------------- | ------- | -------- | ---------- | --------- | --------------- |
| Kanada (MC)                                                                                  | —       | Gold1    | —          | 50.000    | musiccanada.com |
| Niederlande (NVPI)                                                                           | —       | Gold1    | —          | 40.000    | nvpi.nl         |
| Vereinigte Staaten (RIAA)                                                                    | —       | 2× Gold2 | 3× Platin3 | 4.500.000 | riaa.com        |
| Vereinigtes Königreich (BPI)                                                                 | Silber1 | —        | Platin1    | 660.000   | bpi.co.uk       |
| Insgesamt                                                                                    | Silber1 | 4× Gold4 | 4× Platin4 |           |                 |